# Хилхенбах
Хилхенбах (на немски: Hilchenbach) е град с 14 993 жители (към 31 декември 2013) в окръг Зиген-Витгенщайн в Северен Рейн-Вестфалия в Германия.
Хилхенбах е споменат като „Heylichinbach“ за пръв път на през 17 юни 1292 г. в документ за подарък на графиня Агнес от Насау на най-големия си син Хайнрих. На 24 май 1824 г. селището получава права на град.